# Hypomasticus mormyrops
Hypomasticus mormyrops är en fiskart som först beskrevs av Steindachner, 1875.  Hypomasticus mormyrops ingår i släktet Hypomasticus och familjen Anostomidae. Inga underarter finns listade i Catalogue of Life.